# Gheorghe Crețu
Gheorghe Crețu est un ancien joueur désormais entraîneur roumain de volley-ball né le 8 août 1968 à Constanța.

## Palmarès

### Joueur
- Championnat de Roumanie (1)
  - Vainqueur : 1992
  - Finaliste : 1988, 1989
- Championnat d'Autriche (2)
  - Vainqueur : 1996, 1997
- Coupe d'Autriche (2)
  - Vainqueur : 1996, 1997

### Entraîneur
- Championnat d'Autriche (3)
  - Vainqueur : 2002, 2003, 2004
- Coupe d'Autriche (2)
  - Vainqueur : 2002, 2003
- Coupe du Qatar (1)
  - Vainqueur : 2014

- Ligue européenne (2)
  - Vainqueur : 2016, 2018

- Supercoupe de Russie (1)
  - Vainqueur : 2019

- Championnat de Pologne (1)
  - Vainqueur : 2022

- Coupe de Pologne (1)
  - Vainqueur : 2022

- Ligue des champions (1)
  - Vainqueur : 2022

### Sélectionneur
- Ligue européenne (2)
  - Vainqueur : 2016 et 2018.

- Championnat d'Europe
  - Troisième : 2023